# Henry Grey (1er comte de Stamford)
Pour les articles homonymes, voir Henry Grey et Grey.
Henry Grey, 1er comte de Stamford (c. 1599 - 21 août 1673), connu sous le nom de Lord Grey de Groby de 1614 à 1628, est un noble et chef militaire anglais. Il est le fils aîné de Sir John Gray et Elizabeth Nevill. Sa mère est probablement une fille d'Edward Nevill (8e baron Bergavenny) (en) (décédé en 1622) et de son épouse Rachel Lennard.
Henry succède à son grand-père paternel, Henry Gray, (1er baron Grey de Groby) (en), en tant que deuxième baron Grey de Groby en juillet 1614. Sa grand-mère paternelle est Anne Windsor, la plus jeune fille de William Windsor, 2e baron Windsor et de sa première épouse Margaret Sambourne.
Son arrière-grand-père Lord John Grey de Pirgo est le fils de Thomas Grey (2e marquis de Dorset) et le frère cadet de Henry Grey (1er duc de Suffolk).

## Carrière

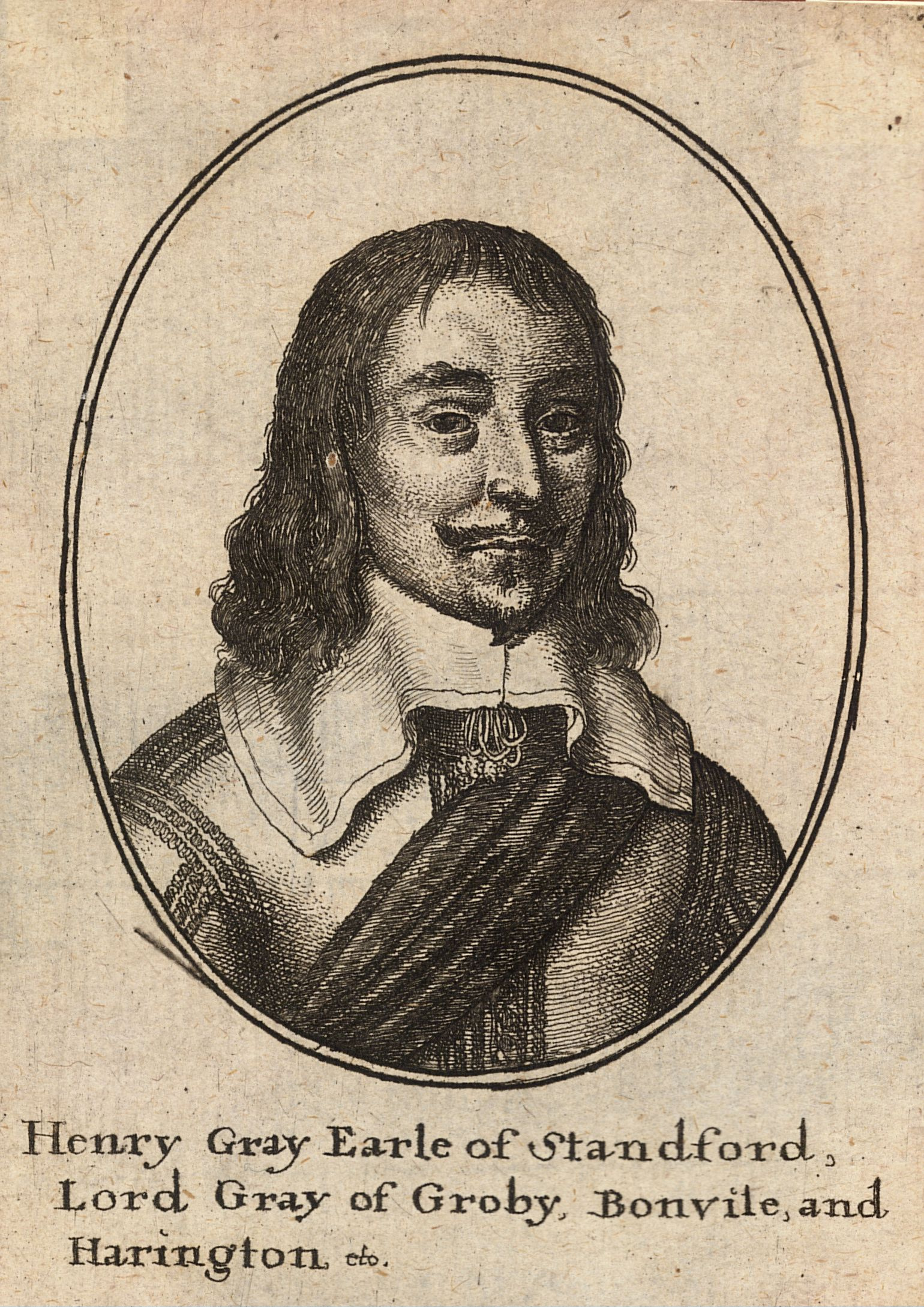
Gravure contemporaine de Henry Gray par Wenceslas Hollar.

Henry Grey s'inscrit au Trinity College de Cambridge en 1615 et obtient une maîtrise cette année-là, lors de la visite du roi Jacques Ier d'Angleterre. Il épouse Lady Anne Cecil, fille de William Cecil (2e comte d'Exeter) et de sa deuxième épouse, Elizabeth Drury. Lady Anne Cecil est l'héritière de l'arrondissement et du manoir de Stamford. En mars 1628, Henry est créé comte de Stamford. Juste avant le début de la guerre civile anglaise, il est considéré comme l'un des opposants au roi Charles Ier d'Angleterre, et est nommé Lord Lieutenant du Leicestershire. Après quelques opérations autour de Leicester, il occupe Hereford et, contraint d'abandonner la ville, se rend en Cornouailles.
À la bataille de Stratton, le 16 mai 1643, ses troupes sont battues par les royalistes; chassé à Exeter, le comte de Stamford est contraint de céder la ville après un siège de trois mois. Il n'a plus pris part aux opérations militaires de la guerre bien qu'une ou deux fois il ait été employé dans d'autres entreprises. Les ravages des royalistes l'ont réduit à la pauvreté et, suspect aux yeux de la Chambre des communes, il a beaucoup de mal à obtenir une quelconque compensation du Parlement. Après une période de retraite, il se déclare pour le roi Charles II d'Angleterre lors d'un soulèvement en août 1659, et est arrêté mais rapidement libéré. Henry Grey est décédé le 21 août 1673; son comté passe à son petit-fils, Thomas Grey (2e comte de Stamford).

## Famille
Henry a au moins neuf enfants avec Lady Anne Cecil :
- Lady Elizabeth Grey (née vers 1622). Elle épouse George Booth (1er baron Delamer) et est la mère de Henry Booth (1er comte de Warrington).
- Thomas Gray (Lord Grey de Groby) (en) (ch.1623-1657), député de Leicester.
- Lady Diana Grey (avant 1631 - 8 avril 1689). Elle épouse Robert Bruce (1er comte d'Ailesbury) et est la mère de Thomas Bruce (2e comte d'Ailesbury).
- Anchitell Grey (d. 1702), compilateur des Débats de la Chambre des communes, 1667-1694 (10 vols, 1769).
- John Grey. Il épouse Lady Catherine Ward, fille d'Edward Ward, 7e baron Dudley et de Frances Brereton. Ils sont parents de Harry Grey (3e comte de Stamford).
- Lady Jane Grey. Marié dans la famille Ogle.
- Leonard Grey. On pense qu'il est décédé jeune, mais en fait, lorsqu'il a déménagé en France, on a perdu sa trace. Là, il a épousé Anne Durand. Leonard est décédé vers 1693, très probablement à Paris.
- Lady Anna Greay
- Lady Mary Grey. Serait mort jeune.
- Robert Grey (né en 1638 - décédé en 1718 à Andover, Massachusetts, États-Unis). Il épouse Hannah Holt.